# Em Nome do Céu
Em Nome do Céu (em inglês:  Under the Banner of Heaven) é uma minissérie de televisão americana de drama de true crime baseado no livro de não-ficção de mesmo nome de Jon Krakauer. Estreou em 28 de abril de 2022 no FX on Hulu.

## Premissa
A fé de um detetive da polícia é abalada ao investigar o assassinato de uma mãe mórmon e sua filha bebê que parece envolver A Igreja de Jesus Cristo dos Santos dos Últimos Dias (Igreja SUD).

## Elenco

### Principal
- Andrew Garfield como Detetive Jeb Pyre
- Sam Worthington como Ron Lafferty
- Daisy Edgar-Jones como Brenda Lafferty
- Denise Gough como Dianna Lafferty
- Wyatt Russell como Dan Lafferty
- Billy Howle como Allen Lafferty
- Chloe Pirrie como Matilda Lafferty
- Seth Numrich como Robin Lafferty
- Adelaide Clemens como Rebecca Pyre, esposa de Jeb
- Rory Culkin como Samuel Lafferty
- Sandra Seacat como Josie Pyre, mãe de Jeb
- Gil Birmingham como Detetive Bill Taba

### Recorrente
- Christopher Heyerdahl como Ammon Lafferty
- Darren Goldstein como Sr. Wright
- Andrew Burnap como Joseph Smith
- Tyner Rushing como Emma Smith

## Episódios
| N.º | Título                  | Dirigido por       | Escrito por                                                                         | Lançamento          |
| --- | ----------------------- | ------------------ | ----------------------------------------------------------------------------------- | ------------------- |
| 1   | "When God Was Love"     | David Mackenzie    | Dustin Lance Black                                                                  | 28 de abril de 2022 |
| 2   | "Rightful Place"        | David Mackenzie    | Dustin Lance Black                                                                  | 28 de abril de 2022 |
| 3   | "Surrender"             | Courtney Hunt      | História por : Emer Gillespie e Dustin Lance Black Roteiro por : Dustin Lance Black | 5 de maio de 2022   |
| 4   | "Church and State"      | Courtney Hunt      | Gina Welch                                                                          | 12 de maio de 2022  |
| 5   | "One Mighty and Strong" | Dustin Lance Black | ASA                                                                                 | 19 de maio de 2022  |
| 6   | "Revelation"            | Isabel Sandoval    | Gina Welch                                                                          | 26 de maio de 2022  |
| 7   | "Blood Atonement"       | Thomas Schlamme    | ASA                                                                                 | 2 de junho de 2022  |

## Produção
Inicialmente destinado a ser adaptado como um filme a partir de 2011, foi anunciado em junho de 2021 que agora seria desenvolvido como uma minissérie, com Dustin Lance Black mantido como roteirista e David Mackenzie atuando como diretor. Andrew Garfield e Daisy Edgar-Jones foram escalados para estrelar. O elenco foi completado em agosto, com Sam Worthington, Wyatt Russell, Denise Gough e Gil Birmingham entre as novas adições.
As filmagens começaram em agosto de 2021 e foram concluídas em 21 de dezembro.

## Lançamento
A série estreou em 28 de abril de 2022. na Hulu. E foi lançada internacionalmente e na América Latina por meio do Star+ em 10 de agosto de 2022.